# Pedro Mann
Pedro Mann, nome artístico de Pedro Mangia Goyanna de Carvalho (Rio de Janeiro, 27 de julho de 1984) é um cantor, compositor e baixista brasileiro. Atuou como compositor, arranjador e baixista no grupo Bondesom, formado em 2002 pelo próprio músico, Pedro Mann, lançando os CDs Bondesom (2007), Procurando Lola (2012) e Três (2014).
Em 2013 lançou seu primeiro CD solo, intitulado O Mundo Mora Logo Ali.

## Discografia
- 2007: Bondesom (com Bondesom)
- 2012: Procurando Lola (com Bondesom)
- 2014: Três (com Bondesom)
- 2013: O Mundo Mora Logo Ali[3]
- 2016: Cidade Copacabana